# هنري كونت تشامبورد

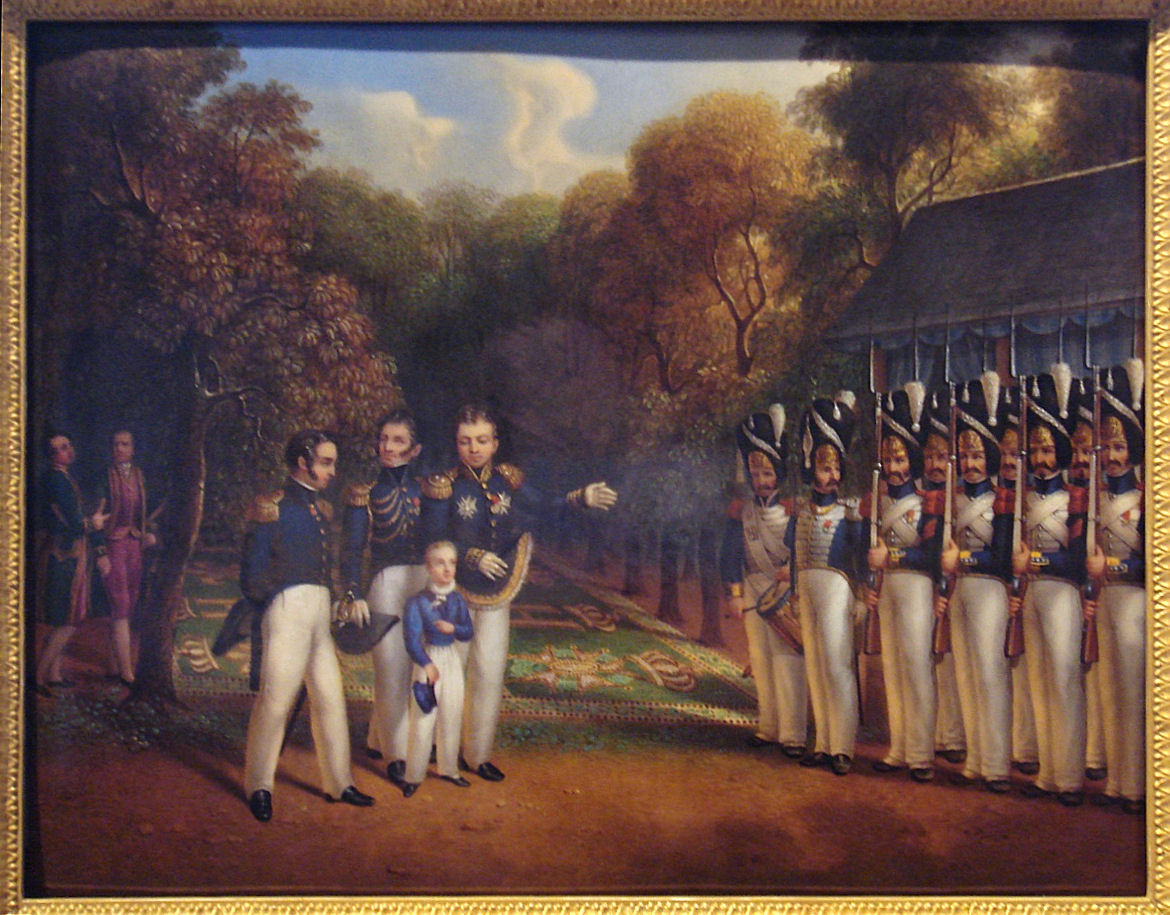
الأمير الشاب هنري يتفقد الحرس الملكي في رامبوييه في 2 أغسطس 1830.

هنري دي أرتوا، كونت تشامبورد ودوق بوردو (بالفرنسية:Henri d'Artois) (ولد 29 سبتمبر 1820 - الوفاة 24 أغسطس 1883) ملك فرنسا (3 يونيو 1844 - 24 أغسطس 1883)، حفيد شارل العاشر ملك فرنسا.

## معرض صور

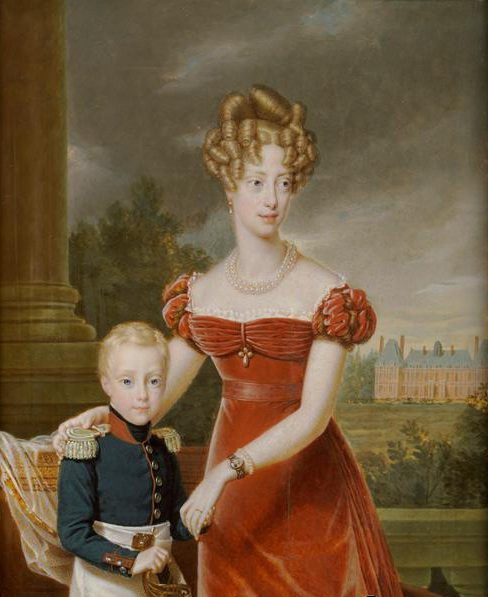
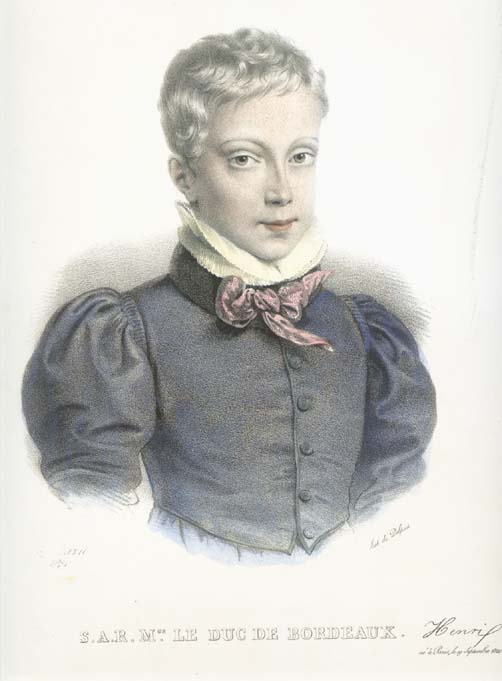
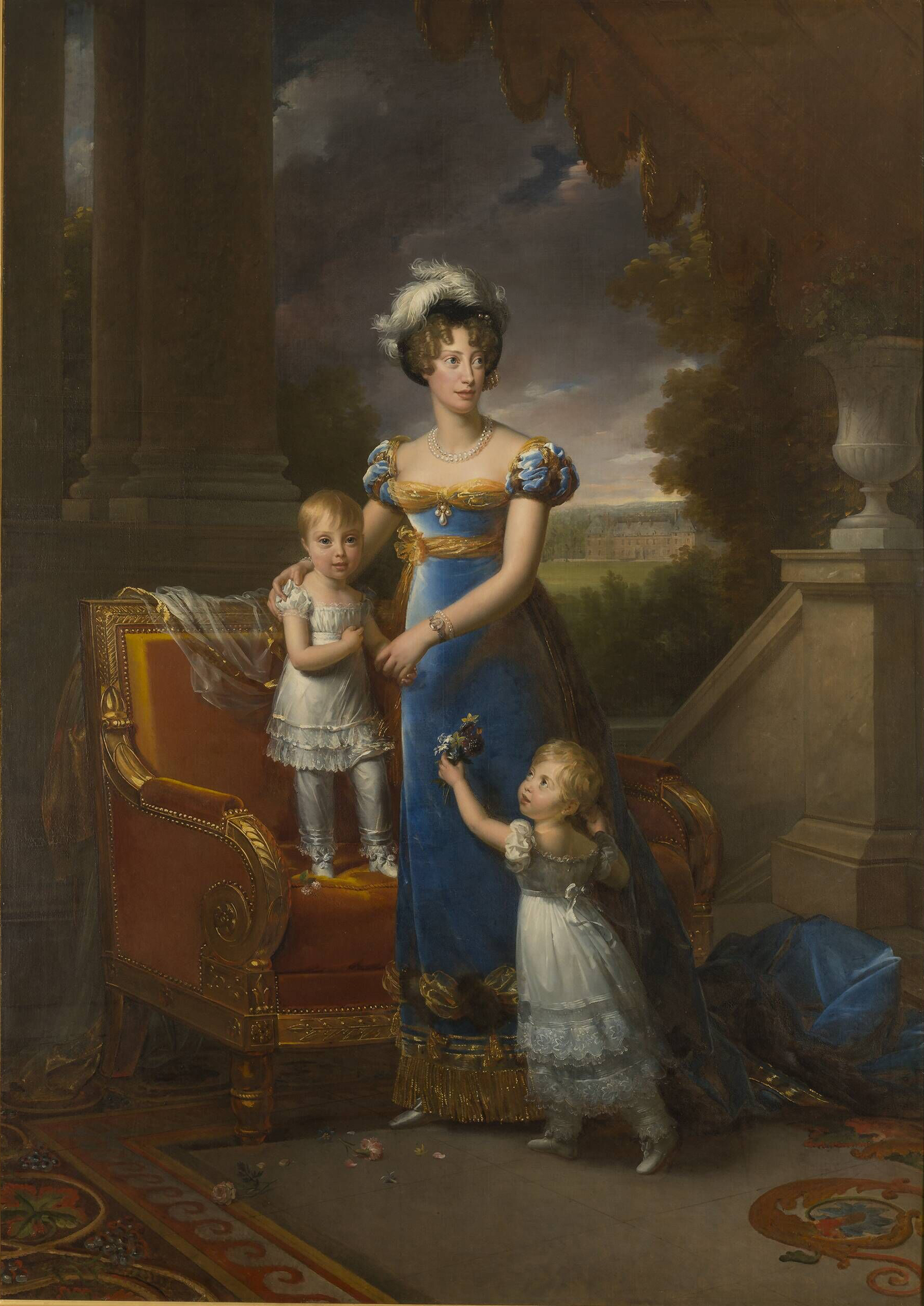
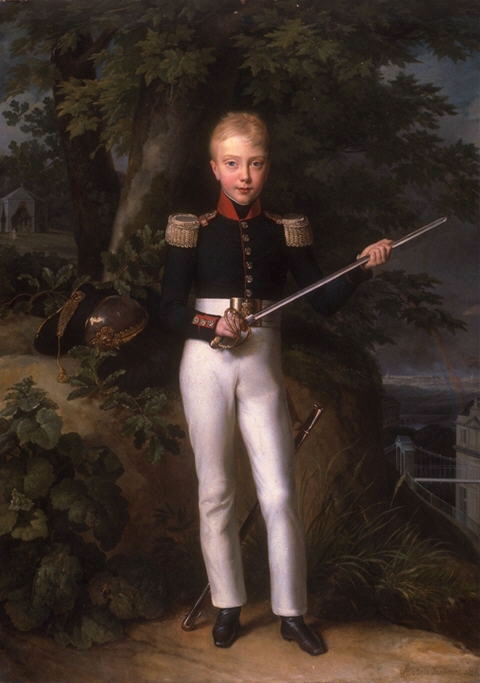
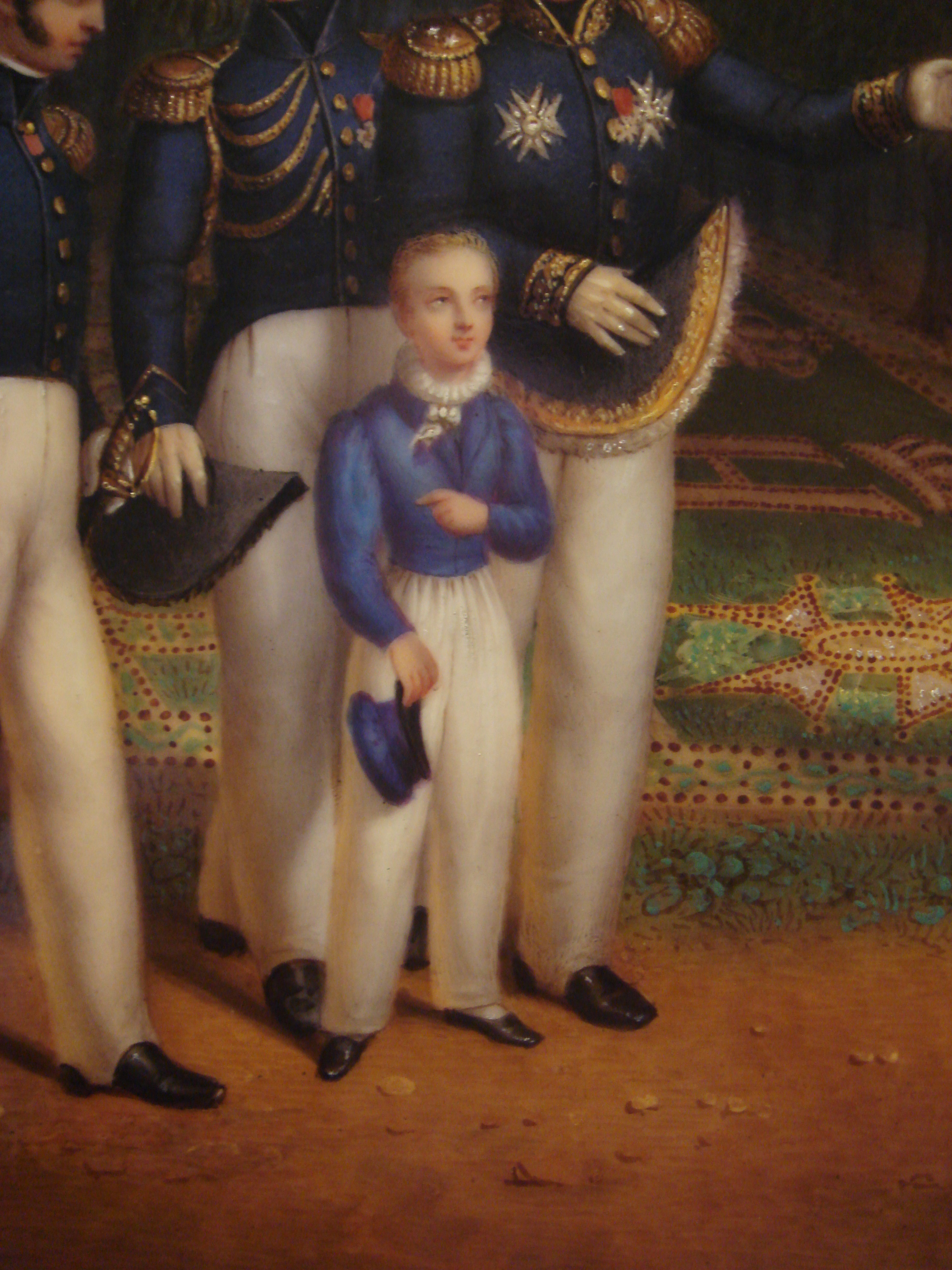

## روابط خارجية
- هنري كونت تشامبورد على موقع الموسوعة البريطانية (الإنجليزية)
- هنري كونت تشامبورد على موقع إن إن دي بي (الإنجليزية)